# Kiko Villalonga
Kiko Villalonga es un deportista español que compitió en vela en la clase Finn. Ganó una medalla de bronce en el Campeonato Europeo de Finn de 1991.

## Palmarés internacional
| \| Campeonato Europeo \| Campeonato Europeo \| Campeonato Europeo \| Campeonato Europeo \| \| Año \| Lugar \| Medalla \| Clase \| \| ------------------ \| ------------------ \| ------------------ \| ------------------ \| \| 1991 \| Anzio ( Italia) \| Medalla de bronce \| Finn \| |                 |                   |       |
| Campeonato Europeo |                 |                   |       |
| Año | Lugar           | Medalla           | Clase |
| 1991 | Anzio ( Italia) | Medalla de bronce | Finn  |